# اتاق فرار پانیک
اتاق فرار پانیک یک حق امتیاز در اتاق فرار است که توسط مجموعه سرگرمی‌های پانیک ایجاد شده‌است. اتاق پانیک که در مجارستان ساخته شده‌است و در سال ۲۰۱۴ در ایالات متحده توسعه یافت، با اولین اسناد افشای حق رای، اولین زنجیره اتاق فرار بین‌المللی در جهان شد. از آوریل ۲۰۱۷، یازده مکان در ایالات متحده، اروپا و استرالیا داشت.

## تاریخچه
پس از چند مورد جدا شده در سراسر جهان، تعداد قابل توجهی از اتاقهای فرار برای اولین بار در اوایل سال ۲۰۱۱ در بوداپست ظاهر شدند. یکی از آنها Pániq Szoba بود که در مارس ۲۰۱۲ توسط Balázs Koltai افتتاح شد و توسط وی و Baláz Ureczky اداره می‌شد.
به منظور تبدیل مفهوم Pániq Szoba به یک شرکت بین‌المللی، اتاق فرار PanIQ در سال ۲۰۱۴ توسط چندین کارآفرین مجارستانی از جمله oskos Gábossy , Patrik Horváth , Gábor Péteri و Patrik Strausz تأسیس شد. این شرکت با عنوان PanIQ Entertainment وارد بازار ایالات متحده شد. آنها با دو موضوع در هالیوود شروع به کار کردند، و هنگامی که اتاق‌ها به موفقیت تبدیل شدند، مکان دوم خود در آمریکا، PanIQ Room سان فرانسیسکو را با سه اتاق افتتاح کردند: زندان، روانی و گیک. در سال ۲۰۱۷، PanIQ Escape Rooms رسماً به اولین فرنچایز بین‌المللی اتاق فرار در جهان تبدیل شد. این شرکت هنوز هم مسئول طراحی پروژه تمام اتاق‌ها است.
در فوریه سال ۲۰۱۶، یک اتاق MagIQ خانوادگی با محور در بورلی هیلز افتتاح شد و دارای سه موضوع: Secrets of Wizardry, Pirate's Den و Pharaoh's Legacy.
در حال حاضر، PanIQ یازده واحد اتاق فرار در ایالات متحده (دو در لس آنجلس و یکی در سان فرانسیسکو، ققنوس، شیکاگو، واشینگتن، دی سی، میامی، سان خوزه، دالاس، هیوستون، نشویل و نیویورک) سه در اروپا (نورنبرگ، بوداپست و گور)، و دیگری در استرالیا (سیدنی). چهار فروشگاه دیگر در ایالات متحده (آتلانتا، سان فرانسیسکو، شیکاگو، باهاما) آماده می‌شوند. PanIQ Escape Room عضو انجمن بین‌المللی پارک‌های تفریحی و تفریحی (IAAPA)، گروه بین‌المللی حرفه ای حق رای دادن (IFPG) و انجمن بین‌المللی حق رای دادن (IFA) است.

## اتاقها
هدف کلی شرکت کنندگان در هر اتاق یکسان است: قبل از اتمام زمان راهی برای بیرون آمدن پیدا کنید.
در اتاق Geek در دره سیلیکون، کارمندان استارتاپ به صورت جسمی در یک اتاق گیر می‌شوند و یک ساعت برای حل معماها در یک اتاق هستند. در سال ۲۰۱۶، اتاق Geek به روز شد تا درام بیشتری نیز به آن اضافه شود، بازیکنان مجبور بودند از مواد منفجره ای که توسط سرپرست خود خسته شده بود، خودداری کنند. مکان سان فرانسیسکو همچنین شامل اتاق‌های «زندان» و «روانی» است. اتاق PanIQ در هالیوود هیلز دارای دو اتاق است که دارای پناهگاه نظامی و مضامین پناهندگی قمری است. سایر تم‌های محبوب عبارتند از: Wild West در ققنوس، Mob در شیکاگو و The Perfect Crime در واشینگتن دی سی
بازیکنان نقش، طراحان بازی، مهندسان برق، نجار، فیزیکدان، شیمی‌دان و جادوگران در طراحی و ساخت بازی‌ها شرکت می‌کنند.
تجربیاتی که برای بیرون رفتن از اتاقها لازم است، کار تیمی را ارتقا می‌بخشد. گوگل، سیسکو سیستمز، هیولت پاکارد و سایر شرکت‌های فرچون ۵۰۰ از اتاق‌های PanIQ به عنوان یک تمرین تیم سازی استفاده کرده‌اند.